# بقائية

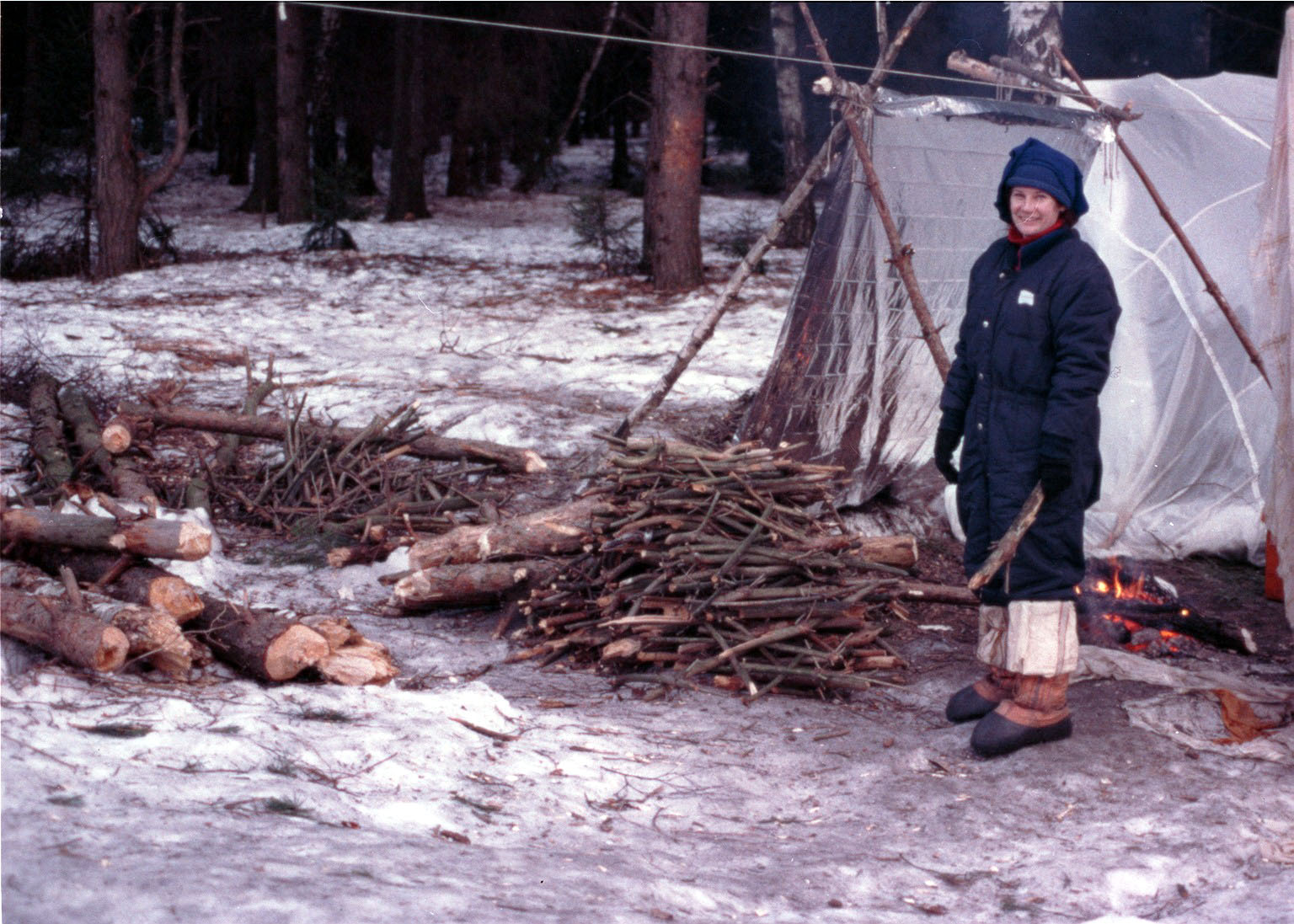

البقائية هي حركة أمريكية بالدرجة الأولى من أفراد أو مجموعات (يطلق عليهم اسم البقائيين أو المعدين) الذين ينشطون في الإعداد للحالات الطارئة، يتضمن ذلك الاضطرابات التي تحدث اختلال في النظام الاجتماعي أو السياسي تدريجيا من المحلية إلى العالمية.
البقائيين غالبا يتدربون على اكتساب مهارات التداوي الطبي في الحالات الطارئة وتمارين الدفاع عن النفس وتخزين الأكل والماء والإعداد ليكونوا مكتفين ذاتيا وبناء منشآت (معزل البقاء أو ملاجئ تحت الأرض) التي يمكن أن تساعدهم في النجاة من الكوارث.
تاريخ استعمال مصطلح بقائي بدأ من عام 1976م، أما مصطلح معد مشتق من كلمة إعداد وتنامت شعبيا في فترة التسعينيات مع ردة الفعل من الإرهابيون.

## تاريخ البقائية

### من عام 1930 إلى عام 1959
دوافع نشأة حركة البقائيين العصرية في المملكة المتحدة والولايات المتحدة تشمل سياسات الحكومة، تهديدات الحرب النووية، المعتقدات الدينية والكتاب الذين يحذرون من الانهيار الاقتصادي أو الاجتماعي في كلاً من الروايات المبنية على الواقع وروايات خيال نهاية العالم وما بعد نهاية العالم.
من ضمن برامج الدفاع المدني في حقبة الحرب الباردة لملاجئ القنبلة الذرية العامة والملاجئ الشخصية وتدريب الأطفال. قديس كنيسة السيد المسيح لليوم الأخير وجه أعضاء الكنيسة لمدة طويلة على تخزين الأكل والماء لسنوات لهم ولعائلاتهم للإعداد لاحتمال وقوع حرب نووية.
فترة الكساد العظيم الذي تبع الانهيار الاقتصادي في الوول ستريت عام 1929 إستشهد به البقائيين كمثال يحتاج إلى الإعداد.

### من عام 1960م إلى عام 1969م
زيادة تضخم النسبة الاقتصادية الأمريكية في فترة الستينيات من القرن العشرين خفضت من القيمة النقدية الأمريكية وإستمرار القلق حول إمكانية التبادل النووية بين الولايات المتحدة الأمريكية والاتحاد السوفيتي وارتفاع نقص التموين في المراكز المدنية والأخطاء الأخرى في النظام سبب في جعل المفكرين المحافظين والمتحررين في ترويج ونشر طرق الإعداد الفردي. هاري براون بدأ بعرض حلقات دراسية وبحوث كيفية النجاة من الانهيار النقدي في عام 1967 , مع دون ستيفنز المصمم المعماري قدم مدخل على كيفية بناء وتجهيز معزل للبقاء بعيداً عن منطقة وقوع الكارثة وأعطى نسخة من مؤلفه الأصلي (مرجع المنعزلين) إلى كل مشاركة في الحلقات الدراسية.
ظهرت عناوين على نفس الموضوع في نشرات مقالية صغيرة متحررة من مثل (المبتكر) و (فصل إتلانتس).كانت خلال فترة بدأ فيها روبرت دي كيبرت نشر (رسالة في النجاة من التضخم) والتي أعيد تسميتها إلى (التمويل الشخصي).لعدة سنوات تضمنت نشرة الأخبار قسم التأهب والإستعداد الشخصي للكاتب ستيفن تروج حلقات دراسية غالية الثمن حول الولايات المتحدة الأمريكية على مواضيع تحذيرية مشابهة. ستيفنز مشتركا مع جيمس مكفير وأخرين في موقف دفاعي يحامون عن الإستثمار بالأموال الثابتة.

### من عام 1970م إلى عام 1979م
في العقد التالي حذر هوارد رف من انهيار اجتماعي اقتصادي في كتابه الذي طبع عام 1974 (المجاعة والبقاء في أمريكا). كتاب رف نشر خلال فترة صحوة تفشي التضخم في أمة البترول عام 1973. أغلب عوامل البقاء بالإمكان إيجادها في هذا الكتاب متضمناً نصائح في إدخار الطعام. الكتاب دافع بالطلب أن المعادن الثمينة مثل الذهب والفضة لها قيمة جوهرية تجعلها أكثرنفعاً في أحداث الانهيار الاجتماعي الاقتصادي من العملات الورقية. رف لاحقاً أصدر نشرة أكثر اعتدالاً وتنوعاً من النفس الموضوع مثل (كيف تزدهر في السنوات السيئة الآتية) من أفضل مبيعات الكتب في عام 1979.
مدرب الأسلحة والبقائي العقيد جيف كوبر كتب عن تقوية المعازل في مواجهة الأسلحة النارية الخفيفة. في مقالة بعنوان (مذكرات تكتيك المنشئات السكنية), كوبر إقترح استخدام مبدأ فاوبان حيث تسليط الضوء على زوايا الحصن بإمكانها أن تعيق الغوغائين الأوغاد من إمكانية الوصول إلى المعزل من خارج الحائط في أي بقعة عمياء. كورنرز مع هذا التطبيق الموضح والمبسط من فاوبان ستار أصبح حالياً يطلق عليه (زوايا كوبر) لجيمس راولس في تشريف جيف كوبر. اعتماداً على حجم الملجأ المطلوب للمجموعة، تصميم عناصر من هندسة القصور الأوروبية التقليدية مثل فوجيان تولو الصينية وجدران فناء البيوت المكسيكية أقترحت لمعازل البقاء.
في كلا الكتابين (راولس في المعازل والانتقال) وروايته البقائية (وطنيون: رواية للبقاء في الانهيار المقبل), يصف راولس في تفاصيل دقيقة مجموعات منعزلة يطورون قوالب طابوق بناء المنازل بالفولاذ ودعم الأبواب والنوافذ بالمصراع وحفر خنادق مضادة للعربات وتركيب بوابات مقفلة وبناء عوائق وعراقيل من الأسلاك وتثبيت أبراج مراقبة للتنصت ورصد الاتصالات الإذاعية (LP/OPs.). راولس إقترح أن تتضمن ردهة معازل البقاء شرك أو فخ لأي اقتحام وقد سمي هذا المقترح (غرفة التحطيم).
كتب كلا من بروس دي كلايتون وجول سكوسن على نطاق واسع عن إعادة بناء الملاجئ المتهالكة والآيلة للسقوط إلى معازل سكنية ولكن الحماية الباليستية والأمن الخارجي كان أكثر اهتماماً للسلطات الحكومية من مقترح كوبر وراولس.
النشرات الإخبارية الأخرى والكتب التي تتابع ما أثير من أول منشور لرف في عام 1975م كورت ساكسون بدأ بطباعة ونشر صحيفة إخبارية شهرية شعبية الحجم تحت اسم (الباقي) أي دمجت مقالات ساكسون مع إعادة طباعتها في القرن التاسع عشر حتى بدايات القرن العشرين كتبت عن مهارات الرائد المعتددة والتيكنلوجويا القديمة. كورت ساكسون استخدم مصطلح بقائي لوصف الحركة ودعى لسكها كعملة معدنية.
في العقد السابق مستشار التأهب وبائع كتب البقاء المستقر في كاليفورنيا دون ستيفنز روج لمصطلح المتراجع لوصف هؤلاء الذين في الحركة إشارة إلى أن التجهيز لترك المدن إلى ملاجئ بعيدة أو معازل بقاء سيدمر المجتمع. في عام 1976م قبل الانتقال إلى إنلاند الشمالية الغربية هو وزوجته ألفا ونشرا كتاب (مبادئ الناجيين) و (تحديث مرجع المنعزلين).
لفترة في السبعينيات من القرن العشرين مصطلح بقائي وانعزالي استخدموا بشكل متبادل. بينما مصطلح انعزالي في النهاية وقع في الإهمال، والكثير من المنتمين لهذه الحركة شوهد ينعزل كأكثر عقلانية ليقترب من تجنب الصراعات والابتعاد والاختفاء. البقائية من جهة أخرى تميل إلى القتال والمقاومة واستخدام الإعلام كما تقول حكمتهم (أطلق النار على الناهبين).
إحدى الجرائد الإخبارية التي كانت للبعض أهم جريدة للبقائية والبقائي في سبعينيات القرن العشرين هي (بقاء الشخص) من عام 1977م حتى عام 1982م نشرها ميل تابان الذي ألف أيضاً كتاب (بنادق البقاء) وكتاب (تابان على بقاء). الجريدة تتضمن أعمدة من تابان بنفسه كما هناك أعمدة يكتبها جيف كوبر وآل جي فينتر وبيل بيير وبروس دي كلايتون وريك فينس ونانسي ماك تابان وجي بي وود ودكتور كارل كايرستش وتشارلز أفيري وكارل هيسس ويوجين أيه بارون وجانيت جروين ودين إينج وبوب تايلولار وريجينالد بريتنور وسي جي كوب. أغلبية الجرائد تتعاقب حول انتقاء وتشييد وحفظ تجهيزات معازل البقاء. بعد موت تابان في عام 1980م، كارل هيس إستلم مهمة نشر الجريدة وفي النهاية أعيد تسمية الجريدة إلى (البقاء غداً).
في عام 1980م جون بغسلي نشر كتاب (إستراتيجية ألفا). كانت ضمن قائمة أفضل مبيعات نيويورك تايمز لتسعة أسابيع في عام 1981م. بعد ثمانية وعشرون عام في توزيع بقايا (إستراتيجية ألفا) شعبيا مع البقائيين وإعتبرت معيار قياس مرجعي على تخزين الطعام والإمدادات العائلية كسياج أمام التضخم والنقص والعجل في المستقبل.
بالإضافة إي النسخة المقوية من الجريدة أنشأ البقائيين في السبيعينيات من القرن العشرين أول وجود على شبكة الإنترنت مع منتديات بي بي أس ويوزنيت التي خصصت للبقائية والعزلات البقاء.

### من عام 1980م إلى عام 1989م
الاهتمام في أول موجة حركة بقائية قد بلغ ذروته في أوائل الثمانينيات من القرن العشرين، مع كتاب هوارد رف (كيف تزدهر خلال السنة السيئة القادمة) ونشرة 1980م (الحياة بعد يوم النهاية) للكاتب بروس دي كلايتون. كتاب كلايتون تزامن مع إستئناف سباق التسليح بين الولايات المتحدة والاتحاد السوفيتي، وقام البقائيين بإقصاء الحرص على الإستعدادات من الانهيارات الاقتصادية والمجاعة وعجز الطاقة التي كانت مصدر الاهتمام في سبعينيات القرن العشرين وأصبح التركيز على الحرب النووية، في بداية الثمانينيات من القرن العشرين كتاب الخيال العلمي جيري بورنيل محرر وكاتب مقالات صحفية لمجلة البقاء، وهي مجلة بقائي وكانت مؤثرة في الحركة البقائية. كتاب راجنار بنسون (الحياة من الأرض في المدينة والريف) الذي ألف في عام 1982م إقترح معزل للبقاء في الريف كمعيار للإستعداد وتغيير شعوري في أسلوب الحياة.

### من عام 1990م إلى عام 1999م
بلغ الاهتمام في الحركة ذروته في عام 1999م مع الموجة الثانية التي أطلقت من الخوف من فيروس الحاسب الآلي واي تو كي. قبل الجهود الشاملة في إعادة صياغة الشفرات البرمجية للحد من التأثر بعض الكتاب مثل غراي نورث وإد يوردن وجيمس هوارد كنستلير وإد يارديني توقعوا انتشار عمليات انقطاع للطاقة على نطاق واسع وعجز في الطعام والبنزين وحالات الطوارئ الأخرى. نورث وآخرون أطلقوا التحذير لأنهم أيقنوا أن إصلاح الشفرات والرموز البرمجية لعامة 2000م لم تكن بالسرعة المطلوبة. بينما مجموعة من المؤلفين استجاب لهذه الموجة من الاهتمام، اثنان من أكثر الكتابات المركزة على البقاء التي ظهرت (بوستون في واي تو كي) المؤلف في 1998م للكاتب كينيث دبليو رويس و (دليل الهبي للبقاء في واي تو كي) للكاتب مايك أويهلر. أويهلر أحد الداعين للعيش تحت الأرض الذي أيضاً ألف (كتاب منزل تحت الأرض بخمسون دولار وأكثر) الذي لديه شعبية طويلة في حلقات البقائي.

### من عام 2000م إلى عام 2009
الموجة الثالثة للبقائية بدأت بعد أحداث 11 سبتمبر 2001 الإرهابية والتفجيرات اللاحقة في بالي ومدريد ولندن هذا النهوض من اللاهتمام في البقائية ظهر بكونه قويا كالموجة الأولى في سبعينيات القرن العشرين الخوف من الحرب وإنفلونزا الطيور ونقص في الطاقة والكوارث الطبيعية وتغيير مناخ عالمي مقترن مع الإضراب الاقتصادي والضعف الذي تبين للإنسان في مواجهة الكوارث الطبيعية بعد زلزال المحيط الهندي في عام 2004 وتسونامي وإعصار كاترينا زاد من اهتماماته في المواضيع البقائية.
العديد من الكتب التي نشرت من 2008 تعطي نصائح للبقاء من مختلف الكوارث المحتمل حدوثها لاحقا مترتبة من نقص وانهيار الطاقة إلى الإرهاب النووي أو البيلوجي بالإضافة للكتب في السبعينيات المدونات والمنتديات على شبكة الإنترنت أصبحت الطرق الشعبية لنشر معلومات حول البقائية فمواقع ومدونات شبكة الإنترنت تناقش عربات البقاء وإنساحب البقاء وإظهار التهديدات وقوائم بمجموعات بقائية.
المشاكل الاقتصادية التي ظهرت من انهيار في القروض والتسليف وبطاقات الائتمان وسببت في عام 2007 بأزمة إقراض رهانات عقارية ونقص عالمي في الحبوب دفع شريحة واسعة من عامة الناس للإستعداد.
انتشار فيروس H1N1 إنفلونزا الخنازير في عام 2009 أثر الاهتمامات في البقائية ورفع بشكل ملحوظ في مبيعات كتب الإستعداد وزاد من أولوية توجه تيار البقائية.
قادت هذه التطورات السيد جيرالد كيلينتي مؤسس معهد بحث الإتجاهات ليعرف إتجاه يطلق عليه البقائية الجديدة ووضح هذه الظاهرة في مقابلة إذاعية مع السيد جيم بوبلافا في 18 ديسمبر 2009 قائلا «عندما تعود إلى الأيام الكئيبة عندما كنا في نمط البقاء الأخير في العام 2000 بالطبع قبل السبعينيات ما حصل هو رؤيتك إلى هذا العنصر من البقائي أنت تعلم الشخصية رجل مع سلاح أي كي-47 متوجها نحو التلال مع مايكفي من الذخيرة ولحم الخنزير والفاصولياء لاجتياز العاصفة إنها مختلفة كثيرا من ذلك أنت ترى أناس عاديين يتخذون تحركات ذكية في إتجاهات ذكية للإستعداد للأسوأ لذلك البقائية ممكنه في كل الطرق نمي مواردك الخاصة وإعمل بقدر ماتستطيع لجعلها أفضل ماتستطيع لوحدك لأنها قد تحصل في المنطقة المدنية والحضرية أو المناطق التي حولها وأيضا ذلك يعني أن تكون ملتزم مع الجيران بأحكام مع جيرانك تعملون مع بعض وتتفهمون أن كلنا في هذه الأزمة مع بعض في جانب واحد عندها علينا أن نساعد بعضنا البعض وتلك أفضل طريقة للتقدم إلى الأمام».
كانت هذه اخر سمة مميزة في مجلة بحث الإتجاهات «إنتشرت روح عمومية بشكل ذكي في صميم قيمة البقائية الجديدة».

### من عام 2010م حتى اليوم
عدد من البرامج التلفزيونية الشعبية والأفلام أيضا ظهرت مؤخرا مبنية على (أيام روح العصر من الخوف من حدث تغير العالم) أفكار يوم الحساب نشرت خصوصا في الإنترنت فيما يتعلق بظاهرة 2012 وسوء فهم روزنامة المايا أثار نشاطات بعض المعدين في التحضير للأول من ديسمبر 2012.
كسب المعدين انتباها بعد حادث إطلاق النار في مدرسة ثانوية ساندي هوك التي كشفت أن والدة القاتل المتسبب في المجزرة الجماعية كانت بقائية.

## خلاصة السيناريوهات ووجهات النظر
البقائية ينظر لها منتسبيها من وجهات مختلفة، بالاعتماد على ظروفهم وعقلياتهم ومخاوف معينة من المستقبل، التالي هو عرض لفئات البقائيين بالرغم من أن الغالبية وليس جميع البقائيين ملائمين إلى أكثر من فئة واحدة:
تيار الإعداد الأمني:
بينما يوافق هؤلاء الناس على قابلية النجاح على المدى الطويل للحضارة الغربية، يتعلمون مبادئ وتقنيات المطلوبة للنجاة من المواقف التي تهدد الحياة التي بمكن أن تحدث في أي وقت وأي مكان. وهؤلاء الأشخاص يستعدون لمثل هذه الكوارث مثل حرائق المنشات وهجوم الكلاب والمواجهات الجسدية ولدغات الأفاعي وضربات البرق وتعطيلات السيارات ومشاكل السفر في العالم الثالث والصدام مع الدببة والفيضانات المحلية وسطو المنازل وتحطم القاطرات.
ضمان البقاء في البرية:
هذه المجموعة تسعى لتكون لها قدرة البقاء على قيد الحياة لفترات زمنية غير محددة في سيناريوهات تهديدات الحياة الخطرة في البرية متضمنتا ذلك تحطم الطائرات والسفن والضياع في الغابات. تركيز الاهتمام على مخاوف العطش والجوع والمناخ والتضاريس والصحة والإجهاد والخوف.
التمكن من الدفاع عن النفس:
هذه المجموعة تركز على النجاة من المواجهات الخاطفة من الأنشطة العنيفة، يتضمن ذلك حماية الشخصية ونتائجها القانونية وإدراك الخطر قبل وقوعه، دورة السيد جون بويد أيضا تعرف بحلقة أدرك حدد قرر وتصرف فنون قتالية وخطط وأدوات الدفاع عن النفس كلاهما قاتل وغير قاتل.
الكارثة الطبيعية الوجيزة:
هذه المجموعة تشمل الناس التي تعيش في المناطق المعرضة للإعصار والفيضانات والزلازل أو مناطق المعرضة لتساقط الثلوج الثقيلة وتريد أن تستعد لحالات طوارئ محتملة. وهم يستثمرون في المواد لتحصين المنشات والأدوات لتعزيز وبناء الملاجئ المؤقتة. بينما يفترض أن تكون هناك إستمرارية على المدى البعيد للمجتمع، بعضهم لربما إستثمروا في ملاجئ مخصصة للأكل والماء والأدوية ومايكفي من التجهيزات للإتصال مع باقي العالم متابعين مايحصل من الطوارئ الطبيعية.
الكارثة الطبيعية طويلة الأمد:
هذه المجموعة مهتمة بدرجات الطقس من سنتان إلى عشرة سنين، أي الأحداث التي وقعت تاريخيا والتي يمكن أن تسبب حالات في فشل المحاصيل الزراعية، وهم يخزنون عدة أطنان من الطعام لكل فرد من العائلة ولهم مشتل بجودة عالية التحمل للبذور غير الهجينة المعلبة والخشب والغاز الطبيعي الذي يمكن أن يتحول إلى غذاء صالح للإستعمال الادمي مستعملين بعدد من الآليات المختلفة الأطعمة البديلة ليست غالية قبل وقوع الكارثة ولكن ترتفع بعد الكارثة. قدم مقترح كجدول من التحليلات البحثية لتأمين نوع معين من الغذاء كتموين مرن مطلوب ليس الطعام فقط بل نظام الإنتاج والتوزيع المرافق له.
الكارثة الطبيعية اللا متناهية/المتعددة الأجيال:
تعتبر هذه المجموعة نهاية المجمتع كما أنها موجودة اليوم تحت السيناريوهات المحتملة التي تتضمن ارتفاع درجة الحرارة العالمي والانخفاض درجة الحرارة العالمي والتقلص البيئي وسخونة أو برودة التيارات المائية في الخليج أو فترات من فصول الشتاء متسببة من بركان عظيم أو ضربة نجمية أو انتشار نووي واسع النطاق.
سيناريو الكيمياء الحيوية:
هذه المجموعة مهتمة بإنتشارالأمراض القاتلة والعوامل الحيوية وغازات الأعصاب متضمنا إنفلونزا الخنازير ومرض إيكولا والإيدز وإيبولا وفيروس ماربورغ وفيروس لهازا والسارين وفي إكس. للمواجهة يملكون أجهزة تنفس وأغطية للرأس نووية وبيلوجية وكيميائية وأغطية بوليثيلين ووأحذية بي في سي وقفازات ناترايل وشراشف بلاستيكية وأشرطة لاصقة.
مالثوسيون:
بعض المسوقين للأدب والتجهيزات البقائية يناقشون تأثيرات زيادة العدد السكاني على المياه العذبة والطعام والرعاية الصحية والبيئة والاقتصاد وانتشار الأمراض هؤلاء المسوقين يبحثون الإستعجال بيع المواد التي تتجاوب مع أزمة مالتوس السكانية.
مستثمروا الكارثة النقدية:
يعتقد مستثمروا الكارثة النقدية أن النظام الاحتياطي الفيدرالي عاجز كليا وتقترح الجرائد الإخبارية الإستثمار بالأصول الصعبة من السبائك الذهبية والفضية والعملات المعدينة والمعادن الثمينة مثل المساهمة في التعدين وهم يستعدون لانعدام القيمة المالية للعملة الورقية خلال حالات التضخم كما حدث في المشهد الشعبي عام 2009.
إسكاتولوجيين الكتاب المقدس:
هؤلاء الأشخاص يدرسون نبوءة نهاية العالم ويعتقدون أن واحدة من عدة سيناريوهات قد تحدث في حياتهم بينما بعض المسيحيين حتى البعض من الديانات الأخرى يعتقدون أن اليسر سوف يتبع العسر والأخرين يعتقدون أن اليسر وشيكة وسوف تسبق العسر وهناك تنوعات واسعة من المعتقدات والمواقف في هذه المجموعة وهم يديرون تدرج من السلمية إلى المعسكر المسلح ومن ليس له مخزون غذاء احتياطي إلى مخازن غذاء يكفي لعقود من الزمن.
اليوم النهائي للنفط:
بالرغم من أن هناك جدل سياسي عام حول بلوغ ذروة احتياطي النفط العالمي والحاجة للوقود البديل، هذه المجموعة تعتقد أن ذروة النفط دورها في التهديد قريب من الحضارة الغربية وتأخذ إجراءات واردة عادة تتضمن الانتقال إلى معازل بقائية للاكتفاء الذاتي الزراعي.
راوليزيون:
أتباع جيمس ويلزي راولز غالبا يعدون لسيناريوهات متعددة مع التحصين والتجهيز الجيد لمعازل البقاء الريفية. هذه المجموعة تتوقع أزمة وشيكة وتسعى إلى التسلح الجيد كما أن تكون على إستعداد لتوزيع المساعدات في حالة الكارثة. الأغلبية يتخذ مخزن تحت الأرض ويخزن الأكل ليدوم لسنوات وخيمة مركزية للخلاء الجغرافي بين الأقاليم الجبلية في الولايات الشمالية. وهم يتدروبون ليضمنوا اكتساب مهارات الاكتفاء الذاتي والإستيطان في البرية.
تيار الأزمة الطبية:
هذه المجموعة لديها حزمة كاملة من التجهيزات الطبيعة في المنزل والسيارة. ويتبرعون بالدم ونشطاء في الصليب الأحمر. ويهتمون بحوادث السيارات وحالات الطوارئ بما في ذلك الإصابات. التركيز يكون على مساعدة العائلة والأصدقاء وطوارئ الإنقاذ الاجتماعي الطبية.
تيار إستمرارية القانون:
هذه المجموعة هدفها الرئيسي إبقاء بعض أشكال النظام القانوني والتماسك الاجتماعي بعد عجز البنية التحتية التقنية للمجتمع. وأعضاء المجموعة مهتمون في الأعمال مثل رواية (ساعي البريد) للمؤلف ديفيد برين وكتاب (المعرفة: كيف نعيد بناء عالمنا من الخردة) أو كتاب ماركوس بي هاتفيلد (قانون أميريكا المشترك: حكم الأمة الأميريكية العرفي).

## الاستعدادات العامة
تشمل الاستعدادات العامة على إنشاء ملجأ أو ملاذ سري يمكن الاحتماء به، بالإضافة إلى تخزين الطعام الذي لا يفسد والماء ومعدات تنقية المياه والملابس والبذور وحطب النيران وأسلحة الصيد أو الدفاع وذخيرة ومعدات زراعية ولوازم طبية. ولا يعمل بعض البقائيون مثل تلك الاستعدادات، فهم يدمجون ببساطة منظور (كُن على استعداد) مع حياتهم اليومية. ويمكن تجهيز حقيبة من الأدوات التي يُشار إليها عادة باسم عدة أو حقيبة الملاذ أو تفادي الخداع، إذ تحتوى على الضروريات الأساسية والعناصر المفيدة. ويمكن أن تكون بأي حجم أو وزن طالما كان المستخدم قادرًا على حملها.

### تغير الاهتمامات والاستعدادات
تغيرت اهتمامات واستعدادات البقائيين على مر السنين. فكانت المخاوف خلال سبعينيات القرن العشرين هي الانهيار الاقتصادي والتضخم الفائق والمجاعة. وتضمنت الاستعدادات على تخزين السلع الغذائية والتراجع من العيش في البلدان التي يمكن زراعتها. خزّن بعض البقائيين المعادن النفيسة والبضائع القابلة للمقايضة (مثل الذخيرة من العيار الشائع) لأنهم افترضوا أن العملة الورقية ستصبح بلا قيمة. وأصبح الخوف الشائع خلال أوائل ثمانينيات القرن العشرين، هو الحرب النووية، وبنى بعض البقائيون ملاجئ من أجل الطوارئ. واشترى العديد من الناس في عام 1999 مولدات كهربائية وأجهزة لتنقية المياه ومقدار السلع الغذائية الكافي لعدة شهور أو سنين، تحسبًا لانقطاع التيار الكهربائي على نطاق واسع، بسبب خلل الحواسيب الذي سيحدث مع بداية الألفية والمعروف بمشكلة عام 2000 أو Y2K. وبدلًا من التحرك أو عمل مثل تلك الاستعدادات في المنزل، فإن العديد من الناس يقومن بالتخطيط أيضًا للبقاء في مواقعهم الحالية حتى يحدث انهيار فعلي، عندما يتفادون الخداع أو يذهبون إلى الملاذ حيث المكان الآمن.

### المعتقدات الدينية
ينشغل البقائيون الآخرون بأمور أكثر تخصصية، إذ ترتبط في أغلب الأحيان باعتناق المعتقدات الدينية المروعة (المرتبطة بأهوال القيامة). يعتنق بعض المسيحيون الإنجيليون تفسيرًا لنبوءة الكتاب المقدس، يُعرف باسم نشوة ما بعد المحنة، إذ يتعين على العالم أن يمر من خلالها بحرب وديكتاتورية عالمية لمدة سبع سنوات، وتُعرف تلك الفترة باسم المحنة الكبرى. وساهم جيم ماكيفر في نشر استعدادات البقاء بين تلك الفئة من المسيحيين الإنجيليين، من خلال كتابه الصادر في عام 1978 بعنوان (المسيحيون سوف يمرون خلال المحنة، وكيفية الاستعداد لها. ويعتبر بعض الكاثوليك من الأشخاص المؤمنين بالكوارث بشكل مشابه، على أساس ظهور العذراء، التي تتحدث عن معاقبة الله الكبرى للبشرية، وبالأخص لدى هؤلاء المرتبطين بسيدتنا فاتيما وسيدتنا أتيكا (وهي التي صرحت بأن النار سوف تسقط من السماء وسوف تمحو جزء كبير من البشرية).

### الاستعدادات السائدة لحالات الطوارئ
يقوم الأشخاص الذين لا ينتمون لجماعات البقائية أو الجماعات الدينية التي ليس لها توجه سياسي، بعمل تحضيرات من أجل الطوارئ. يمكن أن يتضمن ذلك (اعتمادًا على الموقع)، الاستعداد للزلازل والفيضانات وقطع التيار الكهربائي والعواصف والانهيارات الثلجية وحرائق الغابات والهجمات الإرهابية وحوادث مفاعلات الطاقة النووية وتسريب المواد الضارة والزوابع والأعاصير. ويمكن لتلك الاستعدادات أن تكون بسيطة مثل اتباع توصيات الصليب الأحمر والوكالة الأمريكية الفيدرالية لإدارة الطوارئ، من خلال الاحتفاظ بحقيبة أدوات للإسعافات الأولى وجاروف وملابس إضافية في السيارة، أو من خلال الاحتفاظ بحقيبة أدوات صغيرة تحتوي على مستلزمات الطوارئ، بما في ذلك طعام وماء وغطاء للطوارئ وضروريات أخرى.
ويعتبر المستشار المالي والاقتصادي بارتون بيجس من المناصرين لحالة الاستعداد بشكل رئيسي. فيتبنى بيجس في كتابه الصادر عام 2008 بعنوان (الثروة والحرب والحكمة) رؤية متشائمة للمستقبل الاقتصادي، ويقترح على المستثمرين أن يتخذوا تدابير بقائية. ويوصي بيجس أنه يجب على قرائه أن يفترضوا إمكانية انهيار البنية التحتية المتحضرة. ويذهب إلى حد التوصية بإعداد ملاجئ من أجل البقاء، فيكتب السيد بيجس: يجب أن يكون ملاذك الآمن هو الاكتفاء الذاتي والقدرة على زراعة بعض أنواع الطعام. وينبغي أن تُخزن الأطعمة بشكل جيد في صورة بذور وأسمدة وأطعمة معلبة وأدوية وملابس وما إلى ذلك. فكر في عائلة روبنسون السويدية. ويمكن أن يكون هناك أوقات من الشغب والتمرد عندما ينهار القانون والنظام تمامًا بشكل مؤقت، حتى في أمريكا وأوروبا. وتصبح تكلفة تخزين الطعام في حالة أزمات الكوارث العالمية، غير عملية بالنسبة لأغلبية السكان، وبالنسبة لبعض الكوارث، فقد لا تعمل الطرق الزراعية التقليدية بنجاح بسبب فقدان التعرض لضوء الشمس بشكل كبير (خلال الشتاء النووي أو البركان الفائق على سبيل المثال). ويصبح الغذاء البدي في مثل تلك الحالات أمرًا ضروريًا، والذي يكون عبارة عن تحويل الغاز الطبيعي وألياف الخشب إلى أطعمة صالحة للاستخدام الآدمي.

## صورة البقائية في وسائل الإعلام
اكتسبت البقائية اهتمامًا متزايدًا في السنوات الأخيرة، على الرغم من الهدوء الذي أعقب نهاية الحرب الباردة، وتسببت في زيادة شعبية أسلوب حياة الشخص البقائي، بالإضافة إلى تزايد التركيز الدقيق. كان العرض الذي قدمته محطة ناشيونال جيوغرافيك بمثابة تقييم ثري، إذ أجرت مقابلة مع البقائيين، الذين يؤمنون بأهوال القيامة، وأصبحت السلسة الأكثر مشاهدة على المحطة، ومع ذك فقد صرح نيل جينزلنجر في صحيفة نيويورك تايمز أن تقديم رؤية هؤلاء الذين يعتقدون في الكوارث ما هو إلا أمر مبالغ فيه وسخيف، مع الإشارة إلى الكيفية التي تعتبر بها تلك العروض بوصفها معادية للحياة وتمثل احتقارًا كاملًا للجنس البشري. ولاحظ مؤسس معهد أبحاث الاتجاهات العامة، جيرالد سيلينت، كيفية انحراف البقائيون في العصر الحديث عن النمط الكلاسيكي، إذ يتصف ذلك النمط بأنه (بقائية جديدة)؛ انظر مثلًا إلى ذلك الكاريكاتير، إذ نجد شابًا يحمل سلاح كلاشنكوف ويتجه إلى التلال مع ما يكفي من الذخيرة ولحم الخنزير والبقوليات من اجل النجاة من العاصفة. يختلف هذا النمط من البقائية (البقائيون الجدد) بشكل كبير عن ذلك النمط الكلاسيكي.

## البقائية حول العالم
يحظى البقائيون الأفراد ممن يعتقدون في الكوارث، وكذلك جماعات ومنتديات البقائيين – الرسمية وغير الرسمية على حد سواء- بشعبية في شتى أنحاء العالم، ويظهر معظمها في أستراليا والنمسا وبلجيكا وكندا وإسبانيا وفرنسا وألمانيا (غالبًا ما تُنظم تحت مسمى أندية رياضة المغامرات)، وإيطاليا وهولندا وروسيا والسويد, وسويسرا والمملكة المتحدة والولايات المتحدة.

## جماعات أخرى مرتبطة
يتشارك المنتمون لحركة العودة إلى الأرض، المستلهمة من هيلين وسكوت نيرنج والتي تحظى بشعبية في الولايات المتحدة بشكل متقطع خلال ثلاثينيات وسبعينيات القرن العشرين (تجسدت في مجلة أـخبار الأرض الأم)، في العديد من الاهتمامات نفسها فيما يتعلق بالاكتفاء الذاتي وحالة الاستعداد. ويختلف المنتمون إلى حركة العودة إلى الأرض عن معظم البقائيين في أن لديهم اهتمامًا كبيرًا بالإيكولوجيا والثقافة المضادة. وبالرغم من تلك الاختلافات، فقد قرأ البقائيون وأتباع حركة العودة إلى الأرض على حد سواء، مجلة أخبار الأرض الأم على نطاق خلال سنواتها الأولى، وكان هناك بعض التداخل بين تلك الحركتين. يتشارك أتباع البدائية الأناركية مع البقائية في العديد من السمات، والتي يتركز معظمها في التنبؤ بالكارثة الإيكولوجية المنتظرة. ويُحاجج الكُتاب من أمثال ديريك جينسن بأن الحضارة الصناعية لن تدوم، ومن ثمّ ستصل بنفسها لا محالة إلى مرحلة الانهيار. ويتبنى كُتاب آخرون غير أناركيين من أمثال دانيل كوين وجوزيف تينتر وريتشارد ماننج تلك الرؤية أيضًا.